# Phases and Stages
Phases and Stages — 17-й студийный альбом американского кантри-музыканта Вилли Нельсона, изданный в марте 1974 года на студии Atlantic Records.
Он последовал за умеренным успехом его первого альбома, выпущенного Atlantic Records Shotgun Willie. Нельсон познакомился с продюсером Джерри Векслером на вечеринке, где Нельсон пел песни из альбома, который он планировал записать. Сингл «Phases and Stages» был первоначально записан в том же году. Нельсон записал альбом в Muscle Shoals Sound Studio за два дня, а Векслер выступил его продюсером.
Альбом повествует о разводе. Первая сторона рассказывает историю женщины, а вторая — мужчины. Альбом занял 34-е место в хит-параде лучших кантри-альбомов Top Country Albums Billboard, а сингл «Bloody Mary Morning» достиг 17-го места в чарте кантри-синглов Hot Country Songs Billboard. Несмотря на то, что альбом и его синглы заняли высокие позиции в чартах, Atlantic Records закрыла своё подразделение кантри-музыки в сентябре 1974 года.

## История
В 1972 году Нельсон подписал контракт на запись с недавно созданным подразделением кантри-музыки Atlantic Records. Продюсер Джерри Векслер предоставил Нельсону больший творческий контроль, чем тот, который ему обеспечивал контракт с RCA Records. Нельсон познакомился с Векслером на вечеринке в доме Харлана Говарда, где он пел песни, написанные им для альбома. Позже Говард вспоминал: «Он сел на табуретку поздно вечером, когда вечеринка поредела, и пел как настоящий альфонс, со струнами и табуреткой». По ходу выступления Нельсона Говард отметил, что Векслер «сходил с ума» от материала.
Нельсон был в восторге от перспективы использовать свою собственную группу, чего ранее RCA Records ему не позволяла. В состав концертной группы Нельсона Family вошли Пол Инглиш на барабанах, Би Спирс на басу, Микки Рафаэль на губной гармошке и Бобби Нельсон на фортепиано. Нельсон записал свой первый альбом для Atlantic Records Shotgun Willie в 1972 году. Спродюсированный Арифом Мардином и Векслером, Shotgun Willie ознаменовал изменение стиля в музыке Нельсона. Нельсон заявил, что запись альбома «…прочистила ему горло».
Сингл с песней Phases and Stages был впервые выпущен в 1972 году. Векслер предложил Нельсону записать новый альбом на Muscle Shoals Sound Studio в Алабама. Векслер хотел записать альбом с ритм-энд-блюз-секцией, а не с группой Нельсона. Нельсон принял предложение Векслера, поскольку считал, что продюсер позволил ему полностью контролировать процесс записи альбома Shotgun Willie. В 1973 году Нельсон записал песни за два дня с музыкантами Фредом Картером-младшии, Дэвидом Худом, Барри Бекеттом, Джимми Джонсоном, Питом Карром и Роджером Хокинсом.

## Содержание
Тема песен — развод, рассказанный с обеих точек зрения. Женская точка зрения представлена на первой стороне, а мужская — на второй. Песня «Phases and Stages» повторяется на протяжении всего альбома, представляя несколько других песен. Альбом начинается с песни «Phases and Stages/Washing the Dishes», в которой женщина, уставшая от забот о неверном муже, делает акцент на своих домашних делах. За ней следует «Phases and Stages/Walkin'», где, поразмыслив, она уходит от мужа ночью, говоря: «Идти лучше, чем убегать, а ползти вообще нехорошо». В песне «Pretend I Never Happened» она советует ему забыть её и продолжать жить своей жизнью. В песне «Sister’s Coming Home/Down at the Corner Beer Joint» её младшая сестра рассказывает о том, что женщина вернулась домой и спит допоздна. В конце концов она преодолевает своё горе и начинает вести светскую жизнь в пивной на углу, представляя своё освобождение словами «(она) танцует на деревянном полу, её джинсы сидят немного плотнее, чем раньше». Заключительная песня первой стороны рассказывает о том, как женщина снова влюбляется, но не хочет признаваться в этом, потому что боится, что её история повторится.
Вторая сторона альбома начинается с песни «Bloody Mary Morning», в которой рассказчик заказывает напитки во время перелёта из Лос-Анджелеса (штат Калифорния) в Хьюстон (штат Техас) после того, как от него неожиданно ушла жена, и «дымка и смог напоминают мне о том, что я чувствую». В песне «Phases and Stages/No Love Around» он вспоминает, как притащился домой на рассвете после очередной ночи гулянок: «Я вернулся домой в прошлую субботу утром, пришёл и обнаружил, что тебя нет». В грустной «I Still Can’t Believe You’re Gone» мужчина осознаёт, как сильно повлиял на его жизнь её уход. Песня «It’s Not Supposed to Be That Way» отражает его неспособность принять ситуацию и своё горе, но все же в эгоцентричной манере. В песне «Heaven and Hell» мужчина выражает своё неоднозначное отношение к жизни без жены с помощью строк: «Иногда это рай, иногда ад, а иногда я даже не знаю». Заключительный трек — «Phases and Stages/Pick Up the Tempo/Phases and Stages», в котором мужчина показывает, что не может изменить свой характер, и принимает свою природу и её последствия.

## Релиз
Альбом был выпущен в марте 1974 года. Изначально Нельсон был обеспокоен коммерческими показателями ещё одного концептуального альбома после провала «Yesterday’s Wine». Его лучший результат пришёлся на 34 место в Billboard Top Country Albums и 187 место в Billboard Top LPs & Tapes. Сингл «Bloody Mary Morning» достиг вершины на 17 месте, а его продолжение, «I Still Can’t Believe You’re Gone», достигло 51 места в Billboard Hot Country Songs.
Несмотря на умеренный успех синглов Нельсона, руководители Atlantic Records были недовольны стилем Нельсона и закрыли своё подразделение кантри-музыки в сентябре 1974 года. Векслер обратился с протестом к Ахмету Эртегуну и Несухи Эртегуну, утверждая, что у Atlantic есть Вилли Нельсон. Братья Эртегун ответили: «Какой Вилли? Давайте, закрывайте его». После закрытия подразделения Векслер ушёл в отставку. Альбом был продан тиражом 400 000 экземпляров, и Нельсон был освобождён от контракта с Atlantic, что побудило руководителей Columbia Records предложить Нельсону свой контракт, дающий ему полный творческий контроль над своими работами.
Позже Векслер описал «Phases and Stages» и «Shotgun Willie» как «поставившие Вилли на новый путь … это было объединение его аудитории, где деревенщины и хиппи собрались вместе. И по сей день это аудитория Вилли». Упомянув о сомнениях Atlantic Records относительно записи Нельсона в Muscle Shoals, Векслер написал в своей автобиографии: «Они говорили, что Muscle Shoals слишком R&B для Вилли. Я сказал, что Вилли был слишком R&B для Нэшвилла». Нельсон заявил: «Играя с ритм-секцией Muscle Shoals, я смог отточить грани. Векслер был прав. Эта студия пробудила во мне блюз, причём очень сильно». Альбом стал одним из первых концептуальных альбомовов в кантри-музыке.
Альбом Phases and Stages был переиздан Atlantic Records на компакт-диске (CD) и на виниловой пластинке (LP) в 2008 году.

## Отзывы
| Оценки критиков                      | Оценки критиков |
| Источник                             | Оценка          |
| ------------------------------------ | --------------- |
| Rolling Stone                        | Favorable       |
| Texas Monthly                        | Favorable       |
| Billboard                            | Favorable       |
| Christgau's Record Guide             | A−              |
| Newsweek                             | Favorable       |
| Los Angeles Times                    | Favorable       |
| Detroit Free Press                   | Favorable       |
| The Evening Sun                      | Favorable       |
| Register and Tribune Syndicate       | Favorable       |
| Allmusic                             | [ 31 ]          |
| Encyclopedia of Popular Music (1999) | [ 32 ]          |

Альбом получил положительные отзывы музыкальной критики и интернет-изданий.
Rolling Stone пишет: «(Нельсон), кажется, понимает нелюбимую женщину лучше, чем любая дюжина статей из журнал Ms.. Тот факт, что Нельсон может создать правдоподобный сценарий с такой скупостью, является заслугой его способности превращать опыт в хорошую музыку. Phases And Stages, его лучшая работа на сегодняшний день, теперь кажется призывом к режиссёру, который может превратить хорошую музыку в хорошее кино». Texas Monthly описал альбом как: «…сострадательный рассказ о распаде брака, в котором представлены чрезвычайно чувствительные мужские и женские точки зрения».
Billboard отметил: «Непринуждённый голос Нельсона честно передаёт его песни о любви и плаче». Критик Роберт Кристгау писал: «Сочетание Нельсоном мягкой негромкой интонации и избитого хонки-тонка соответствует голой, отзывчивой кантри-музыке, которую Джерри Векслер извлёк из завсегдатаев Muscle Shoals Sound Studio». Newsweek писал в рецензии: «В Phases And Stages (Нельсон) заглянул далеко за традиционный для кантри-музыки берег жалости к себе, чтобы ясно увидеть реальную жизнь кантри-развода».
В рецензии критика Роберта Хилберна из Los Angeles Times отмечаются предыдущие попытки концептуальных альбомов Джонни Кэша, Мерла Хаггарда и Боба Уиллса в кантри-музыке, и Phases and Stages называется «важным прорывом» для музыкантов этого жанра, чтобы «использовать больше осторожности и амбиций при создании своих альбомов». Хилберн считал, что в результате альбом стал «леденящим душу, подлинным отражением противоречивых, полубезумных чувств», связанных с разводом. Он считает голос Нельсона сдержанным, но драматичным, а инструментарий альбома — «блестяще контролируемым, экономичным и подобранным». Хиллберн также добавил, что продюсирование Векслера и музыканты Muscle Shoals придали альбому «правильную, чёткую отличительную грань». В заключении рецензии говорилось, что альбом является «крупной работой артиста, чей талант давно заслуживает большего внимания».
Газета Detroit Free Press назвала авторские песни альбома «тяжёлыми, цепляющими за сердце словами». В своей рецензии газета The Evening Sun отметила, что Phases and Stages — это «ответ C&W на Tommy и Sgt. Pepper’s Lonely Hearts Club Band». Рецензент добавил, что он, «надеюсь», привлечёт слушателей и «убедит людей» слушать музыку кантри и «открыть для себя страсть и интеллект, восприятие и наблюдения, которыми она так изобилует». Register and Tribune Syndicate оценил его как «хорошо продуманное, сложное исполнение, настоящую концепцию». По мнению издания, альбом «усилился» благодаря «лёгкому, но мощному теноровому вокалу» Нельсона, а Векслер отметил «массу тщательных продюсерских эффектов».
Стивен Томас Эрлевайн написал в своей рецензии для AllMusic: «…обманчиво расслабленные аранжировки, включая случайные струнные, не только подчёркивают умный эклектизм Нельсона, но и усиливают эмоциональное воздействие альбома. […] В результате это не только одна из лучших записей Вилли Нельсона, но и один из величайших концептуальных альбомов в целом».

## Список композиций
Все песни написаны Вилли Нельсоном.
| №  | Название                                                 | Длительность |
| -- | -------------------------------------------------------- | ------------ |
| 1. | «Phases and Stages (Theme)» / «Washing the Dishes»       | 2:06         |
| 2. | «Phases and Stages (Theme)» / «Walkin · »                | 3:58         |
| 3. | «Pretend I Never Happened»                               | 3:00         |
| 4. | «Sister's Coming Home» / «Down at the Corner Beer Joint» | 3:46         |
| 5. | «(How Will I Know) I'm Falling in Love Again»            | 3:27         |

| №  | Название                                                                        | Длительность |
| -- | ------------------------------------------------------------------------------- | ------------ |
| 1. | «Bloody Mary Morning»                                                           | 2:48         |
| 2. | «Phases and Stages (Theme)» / «No Love Around»                                  | 2:24         |
| 3. | «I Still Can't Believe You're Gone»                                             | 4:15         |
| 4. | «It's Not Supposed to Be That Way»                                              | 3:27         |
| 5. | «Heaven and Hell»                                                               | 1:52         |
| 6. | «Phases and Stages (Theme)» / «Pick Up the Tempo» / «Phases and Stages (Theme)» | 3:26         |

## Чарты
| Год  | Чарт                               | Высшая позиция |
| ---- | ---------------------------------- | -------------- |
| 1974 | США (Billboard Top Country Albums) | 34             |
| 1976 | США (Billboard 200)                | 187            |

### Синглы
| Песня                               | Чарт                              | Высшая позиция |
| ----------------------------------- | --------------------------------- | -------------- |
| «Bloody Mary Morning»               | США (Billboard Hot Country Songs) | 17             |
| «I Still Can’t Believe You’re Gone» | США (Billboard Hot Country Songs) | 51             |